# Werner z Orselnu
Werner z Orselnu, také Werner z Urselu(německy Werner von Orseln, (* kolem roku 1280 Niederursel, 18. listopadu 1330 v Malborku) byl 16. velmistr Řádu německých rytířů v letech 1324 až 1330.

## Život
Pravděpodobně pocházel z Niederurselu, později místní části města Frankfurt nad Mohanem. Není známo, kdy vstoupil do Řádu. Byl důvěrníkem a chráněncem velmistra Karla z Trevíru (Karl von Trier). Nejdříve byl fojtem v Hesensku, od roku 1312 do roku 1313 velitelem města Něman (německy Ragnit), kde byl jeden z nejdůležitějších hradů pro boj proti pohanské Litvě.

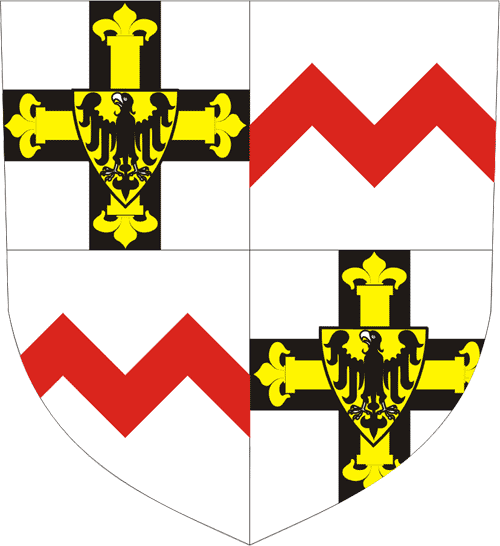
Znak velmistra Wernera z Orselnu

 V letech 1314–1324 zastával funkci velmistra (komtura). 6. července 1324 byl generální kapitulou v Marienburgu zvolen velmistrem Řádu německých rytířů. V letech 1326 až 1330 probíhaly pohraniční války s Polskem. Werner vytvořil protipolskou koalici Mazovska, Slezska a Čech, vedenou panovníky. V roce 1330 se jí zúčastnil král Jan Lucemburský s tehdy čtrnáctiletým synam Karlem. Poláci se marně pokoušeli získat Pomořansko. V roce 1327 se vojsku Wernera z Orselnu podařilo obsadil Kujavsko a učinit je malým kancléřstvím Německého řádu.
Za Wernerova vedení byl hrad Marienburg výrazně rozšířen a zesíleno jeho opevnění. Zahájil výstavbu katedrály v Královci a inicioval vznik komise pro sestavení kroniky Petra z Dusburgu. Podílel se na rozvoji země založením měst Ostróda (Osterode), Działdowo (Soldau) a Kętrzyn (Rastenburg). Werner z Orseln byl vážený a hluboce zbožný rytíř, který svou státnickou moudrostí položil základ pozdějšího míru s Polskem. V roce 1329 vyhlásil takzvané Orselské stanovy, pravidla pro každodenní náboženské obřady bratří (exercicie a kontemplaci), jimiž chtěl pozvednout morálku vojensky orientovaných rytířů.

## Vražda
18. listopadu 1330 byl Werner zavražděn. Podle dlouho tradované verze jej zabil mnich Johann z Endorfemu před Zlatou branou hradního kostela v Malborku kvůli Wernerově výtce, že opustil kostel. Podle monografie polských historiků z roku 2015 byla vražda předem organizovaným spiknutím budoucích velmistrů řádu, Ludolfa Königa a Frydricha z Wildenbegu a neodehrála se před Zlatou branou.
V letech úpadku řádu se německý mistr Eberhard ze Saunsheimu odvolával na Orselnovy stanovy, když navrhl autonomní vládu velmistra a zvýšení soudní pravomoci německého velmistra nad velmistrem řádu. Spor se táhl deset let (1439–1449) a ukázalo se, že tyto stanovy jsou padělky.

## Pohřeb a hrob
Původně byl Werner pohřben v hradní kapli sv. Anny v Marienburgu. V květnu 2007 však archeologové objevili Orselnovu rakev v kryptě pod presbytářem konkatedrály sv. Jana Evangelisty v Kwidzyně (dříve Marienwerder), v bývalém západním Prusku. Zároveň s ní byly nalezeny ostatky dalších dvou velmistrů, Ludolfa Königa z Vacova a Jindřicha staršího z Plavna.